# Awa Come
『Awa Come』（アワ・カム）は、チャットモンチーのメジャー2枚目のミニ・アルバム。メジャーデビュー後からは通算6作目のアルバムである。初回限定盤はスリーブケース仕様で、オフショットとPVを収録したDVDが同梱されている。

## 解説
2009年の『告白』から約1年7カ月ぶりの新曲作品である。『chatmonchy has come』（2005年）収録曲と同時期に作られた未発表曲4曲と、新曲4曲を収録した作品となっている。
ライブツアー『チャットモンチー 顔 to 顔 ツアー』終了後に、3人の郷里である徳島にそのまま約1ヶ月間滞在し全曲の収録が行われた。
初回限定盤には、「ここだけの話」のビデオクリップと本作の収録風景のオフショット映像を収録したDVDが付いており、初のCD+DVDの2枚組での発売となった。

## 収録曲

### CD
1. ここだけの話 [3:19]
作詞・作曲:橋本絵莉子
フジテレビ系アニメ「海月姫」オープニングテーマ
橋本が同年に入籍したことを歌っている説がインターネット上で囁かれている(結婚、妊娠の発表は2013年)。
2. キャラメルプリン [3:47]
作詞:高橋久美子、作曲:橋本絵莉子
チャットモンチー結成時当時からある楽曲。
3. 青春の一番札所 [2:53]
作詞:高橋久美子、作曲:橋本絵莉子
4. 雲走る [4:25]
作詞:高橋久美子 作曲:橋本絵莉子
5. あいかわらず [4:06]
作詞:高橋久美子、作曲:橋本絵莉子
6. セカンドプレゼント [3:34]
作詞・作曲:福岡晃子
7. My Sugar View [4:34]
作詞:福岡晃子、作曲:橋本絵莉子
8. また、近いうちに [1:35]
作詞:福岡晃子、作曲:橋本絵莉子
チャットモンチーの楽曲で最も演奏時間が短い曲。

### DVD
1. ここだけの話 Music Video
2. 徳島レコーディング オフショット映像

## タイアップ
| 曲名         | タイアップ                                     |
| ------------ | ---------------------------------------------- |
| ここだけの話 | フジテレビ系アニメ「海月姫」オープニングテーマ |